# Aprostocetus fulvipes
Aprostocetus fulvipes är en stekelart som först beskrevs av Förster 1878.  Aprostocetus fulvipes ingår i släktet Aprostocetus, och familjen finglanssteklar. Arten är reproducerande i Sverige.